# Śródziemnomorska sielanka
Śródziemnomorska sielanka (wł. Mediterraneo) – włoski komediodramat wojenny z 1991 roku w reżyserii Gabriele Salvatoresa. Obraz zdobył Oscara dla najlepszego filmu nieanglojęzycznego. Zdjęcia kręcono na wyspie Mejisti.

## Obsada
- Claudio Bigagli – Raffaele Montini
- Diego Abatantuono – Nicola Lorusso
- Vasco Mirandola – Felice Munaron
- Vanna Barba – Vassilissa
- Irene Grazioli – Pastorella
- Memo Dini – Libero Munaron
- Gigio Alberti – Eliseo Strazzabosco
- Ugo Conti – Luciano Colasanti

## Nagrody i wyróżnienia
- 64. ceremonia wręczenia Oscarów
  - najlepszy film nieanglojęzyczny